# Governo basco

Stemma del governo basco

Il Governo basco (in euskara: Eusko Jaurlaritza) è il governo autonomo dei Paesi Baschi (Spagna). 
È composto dal lehendakari (capo del Governo basco), che è eletto dal Parlamento basco ogni quattro anni, e dai ministri che egli stesso sceglie. La sede istituzionale si trova a Vitoria, nel distretto di Lakua.

## Storia
La prima forma di governo per l'autonomia basca risale al 1936, quando venne approvato il primo statuto per l'autonomia. Inizialmente fu guidato dal primo lehendakari José Antonio Aguirre e fu supportato da una coalizione che comprendeva tutte le parti politiche avverse a Francisco Franco.
Dopo la sconfitta della repubblica spagnola, il governo basco operò in esilio, guidato da Jesús María de Leizaola dopo la morte di Aguirre, avvenuta nel 1960. 
Non venne formalmente sciolto fino all'approvazione del nuovo statuto d'autonomia, promulgato nel 1979, quattro anni dopo la morte del dittatore Franco.
In Spagna, nel frattempo, fu creato il Consiglio Generale Basco, un corpo pre-autonomico nato nel 1978 e guidato prima dal socialista Ramón Rubial e poi dal nazionalista Carlos Garaikoetxea.
Quest'ultimo rimase in carica anche dopo l'approvazione dello statuto, diventando il primo lehendakari della nuova entità politica.

## Composizione attuale
Giunto alla nona legislatura, il governo basco è oggi presieduto da un Lehendakari estraneo al nazionalismo basco: Patxi López, appartenente al PSE-EE ed eletto grazie ad un patto con il PP. 
Per la sua investitura Lopez ha ricevuto il sostegno anche di UPyD, nonché l'astensione di EB-B (sinistra basca). Nell'ambito di questo governo non ci sono rappresentanti del Movimiento de Liberación Nacional Vasco (in precedenza rappresentato da Batasuna), dopo che la stessa lista è stata esclusa da una sentenza giuridica.
Il governo basco è composto da 10 dipartimenti, ed a capo di ognuno di questi vi è un ministro con una struttura che comprende un vice-ministro, direttori e segretari. La lehendakaritza (o Presidenza) invece dispone di una segreteria generale e di una direzione generale.
Inoltre, il ministro della giustizia e dell'ordine pubblico esercita le funzioni di portavoce dell'esecutivo.
Nelle precedenti legislature, l'esecutivo basco era costituito dei partiti nazionalisti baschi: il Partito Nazionalista Basco (EAJ-PNV) e Eusko Alkartasuna (EA), con l'appoggio di altri partiti nazionalisti tra cui l'Euskal Herritarrok (EH).

## Lista dei Lehendakari
- Periodo della Seconda repubblica spagnola e dell'esilio (1936-1978):
  - 1936-1960: José Antonio Aguirre (EAJ-PNV) (in esilio dal 1937)
  - 1960-1979: Jesús María de Leizaola (EAJ-PNV) (ritorna dall'esilio nel 1979)

- Periodo del Consejo General Vasco (1978-1980):
  - 1978-1979: Ramón Rubial (PSOE)
  - 1979-1980: Carlos Garaikoetxea (EAJ-PNV)

- Governo Basco (dal 1980)
  - 1980-1985: Carlos Garaikoetxea (EAJ-PNV)
  - 1985-1999: José Antonio Ardanza (EAJ-PNV)
  - 1999-2009: Juan José Ibarretxe (EAJ-PNV)
  - 2009-2012: Patxi López (PSE-EE)
  - 2012-oggi: Iñigo Urkullu (EAJ-PNV)